# Louis-Alexandre Taschereau
Louis-Alexandre Taschereau (5 tháng 3 năm 1867 - 6 tháng 7 năm 1952) là Thủ tướng thứ 14 của tỉnh Québec ở Canada 1920-1936. Ông được bầu bốn lần, lần đầu tiên vào năm 1900, vượt qua Montmorency. Ông cũng là một thành viên của Đảng Tự Québec.
Sinh ra ở thành phố Québec, con trai của Jean-Thomas Taschereau, luật sư và thẩm phán tại Tòa án tối cao, và Marie-Louise-Josephine Caron.
Ông đã nhận được bằng đại học luật từ Đại học Laval và đã được nhận vào Barreau du Quebec vào ngày 09 tháng 7 năm 1889. Sau khi tham gia vào đời sống chính trị, ông làm chief lieutenant trong chính phủ Tự do của Sir Lomer Gouin. Ông đã làm luật sư trong công ty luật của Charles Fitzpatrick và Simon-Napoléon Parent. Ông cũng là nhà báo tại Action Libérale và chủ tịch và phó chủ tịch của Banque d'Economie de Québec. Ngày 21/3/1929, Alexandre Taschereau tuyên bố luật tự do báo chí.